# Phyllodactylus sentosus
Phyllodactylus sentosus (листопалий гекон лімський) — вид геконоподібних ящірок родини Phyllodactylidae. Ендемік Перу.

## Поширення і екологія
Phyllodactylus sentosus — рідкісний вид геконів, відомий лише за 6 шістьма окремими субпопуляціями, знайденими серед пам'яток археології в місті Ліма. Три з цих шести субпопуляцій відомі лише за кількома екземплярами. Таким чином, загальна площа ареалу поширення цього виду становить 6-8 км². Природним середовищем проживання лімських листопалих геконів є суха прибережна пустеля, позбавлена рослинності.

## Збереження
МСОП класифікує цей вид як такий, що перебуває на межі зникнення. Лімським листопалим геконам загрожує знищення природного середовища, а також хижацтво з боку щурів і кішок.